# Suniefredo
Suniefredo foi um rebelde visigodo que usurpou o título real em 692, mas que só governou uns meses, tendo sido derrotado em 693.
As iniciativas do rei Égica, especialmente a perseguição da família do seu sogro e antecessor Ervígio, gereram descontentamento e oposição. o próprio metropolita de Toledo, Siseberto, e certamente o clero provincial opunham-se ao rei, tanto pela sua política quanto por valer-se do clero de outra província (a Tarraconense) para impôr as suas decisões, o que prejudicava a posição de protagonismo de Toledo.
Até 692, o metropolita Siseberto e diversos nobles liderados por Suniefredo acertaram uma conspiração para derrubar o rei Égica. Os conjurados pretendiam assassinar o rei e uma série de nobres palatinos: Frogélio, Teodomiro, Liúvila, Tecla e ainda outros. Égica conseguiu sair ileso da tentativa de assassinato, e pôde deslocar-se rapidamente para um lugar seguro (seguramente para César Augusta, a actual Saragoça). Os rebeldes puseram Suniefredo no trono, e este foi certamente coroado por Siseberto. Chegou até nós uma moeda com estas datas com o nome de Suniefredo gravado.
A rebelião estalou, provavelmente, na segunda metade de 692, e prolongou-se até pelo menos ao mês de Março de 693. Égica reuniu as suas tropas e conseguiu retomar Toledo rapidamente, pelo que a resistência não deve ter sido muito forte ou eficaz.
O destino de Suniefredo é desconhecido, mas não o de Siseberto: o XVI Concílio de Toledo, convocado por Égica assim que regressou à sua capital, secularizou e excomungou Siseberto, proibindo-lhe receber a comunhão mesmo nos seus últimos instantes, salvo perdão real, e todos os seus bens foram-lhe confiscados. O metropolita deposto, que assistiu ao concílio, confessou-se culpado e ouviu a sentença.
A sede episcopal de Toledo foi atribuída a Félix, bispo de Sevilha e biógrafo de Julião; Faustino, bispo de Braga, ocupou a diocese vaga de Sevilha.